# Arne Franck
Arne Ingemar Franck, född 20 januari 1948, är en svensk musiker. Han var medlem i progg- och rockbandet Hoola Bandoola Band, där han spelade bas. Han har även spelat på Mikael Wiehes och Björn Afzelius soloalbum. Franck är sedan 1999 även basist i Grus i dojjan.

## Biografi
Franck ville till en början spela klarinett men han började istället med blockflöjt, som han spelade schlager på. Under tiden han gick i skolan började Franck spela gitarr, som han övade låtar på från the Shadows och the Spotnicks. Hans första band hette Moccers, som han beskriver som ett rent Beatlesband med mycket stämsång. Basisten var Thomas Wiehe och trummisen var Hans "Tersen" Ljungqvist. Francks andra band hette Moxie, och det tredje bandet han spelade i hette Killy Killy Kids, ett 8-mannaband.
Under den här tiden utbildade han sig till grafisk formgivare. Han blev klar med lumpen på endast två veckor.
Han gick med i Hoola Bandoola Band efter att Thomas Wiehes bror, Mikael, frågade Franck om han ville gå med. Efter bandets upplösning 1976 var han arbetslös i endast en vecka, när han blev åter grafisk formgivare på heltid.
Han var med i Hoola Bandoola Band igen när de återförenades 1996.
Sedan 2002 är Franck en ordinarie basist.